# Codice Forster I
Il codice Forster I è uno codice di Leonardo da Vinci conservato presso il Victoria and Albert Museum di Londra.

## Storia
I tre codici Forster ebbero probabilmente una storia comune, passando da Leonardo da Vinci a Francesco Melzi e poi a Pompeo Leoni (le due parti del codice Forster I riportano numerazione e segnatura attribuite da Pompeo Leoni).
Non si conosce la loro storia nei dettagli. Si suppone che i codici siano quelli giunti nel Settecento in un paese di area tedesca, perché il codice Forster I riporta sul primo foglio un'annotazione in quella lingua.
(Forster I, c. 1r)
Furono poi acquistati a Vienna attorno al 1862 da Robert Bulwer-Lytton per una piccola somma.
Robert Bulwer-Lytton donò in seguito i tre codici al critico John Forster, che nel 1876 li lasciò in eredità al South Kensington Museum (denominato dal 1899 Victoria and Albert Museum).